# Precision Farming

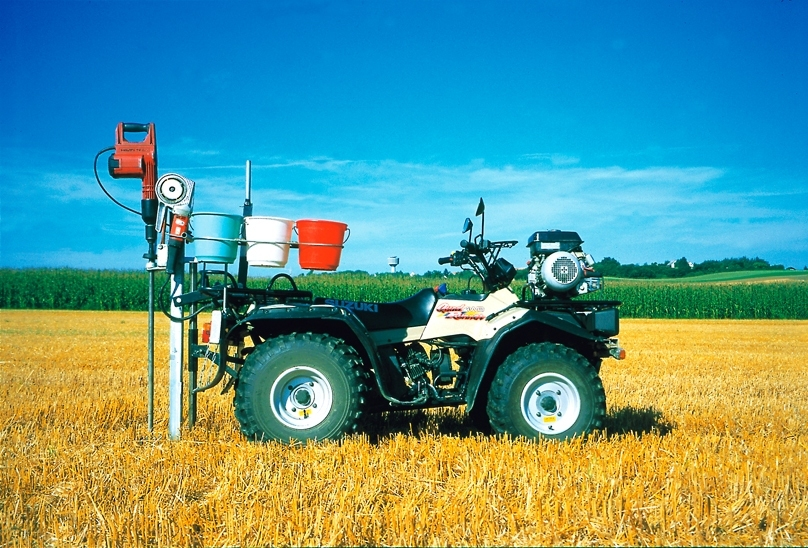
Bodenprobenerfassung zur Bestimmung der Ausgangslage auf dem Acker

Unter dem englischsprachigen  Begriff Precision Farming wird ein Verfahren der ortsdifferenzierten und zielgerichteten Bewirtschaftung landwirtschaftlicher Nutzflächen verstanden. Der Begriff umfasst eine Teilmenge von digitalen Verfahrenstechniken im Rahmen der Digitalisierung in der Landwirtschaft. Ziel des „Präzisionsackerbaus“ ist es dabei, die Unterschiede des Bodens und der Ertragsfähigkeit innerhalb eines Feldes zu berücksichtigen. Alternative Bezeichnungen sind: Präzisionslandwirtschaft, teilschlagbezogene Landwirtschaft, Teilschlagbewirtschaftung, Computer-Aided Farming (CAF), lokales Ressourcenmanagement.

Auf dem Versuchsgut Birkenmoor der Landwirtschaftskammer Schleswig-Holstein fand 1986 erstmals die Demonstration einer landwirtschaftlichen Anwendung des Global Positioning System (GPS) statt. Im gleichen Jahr stellet die Fa. Müller Elektronik aus Salzkotten auf den Feldtagen der Deutschen Landwirtschafts-Gesellschaft in Schwarzenraben zum ersten Mal ein GPS der Fa. SEL zur Anwendung in der Landwirtschaft vor. 1993 wurde am damaligen Institut für Pflanzenernährung und Bodenkunde der FAL (Bundesforschungsanstalt für Landwirtschaft, heute JKI) mit der Einrichtung des Arbeitsgebietes „Local Resource Management“ die Erforschung der agrikulturchemischen Grundlagen für Precision Farming weltweit zum ersten Mal in die Konzeption eines Institutes der Ressortforschung implementiert. Die erste internationale Fachzeitschrift zum Precision Farming erschien 1998 bei Herbert Daybel Publications Ltd. in Bottesford, UK. 

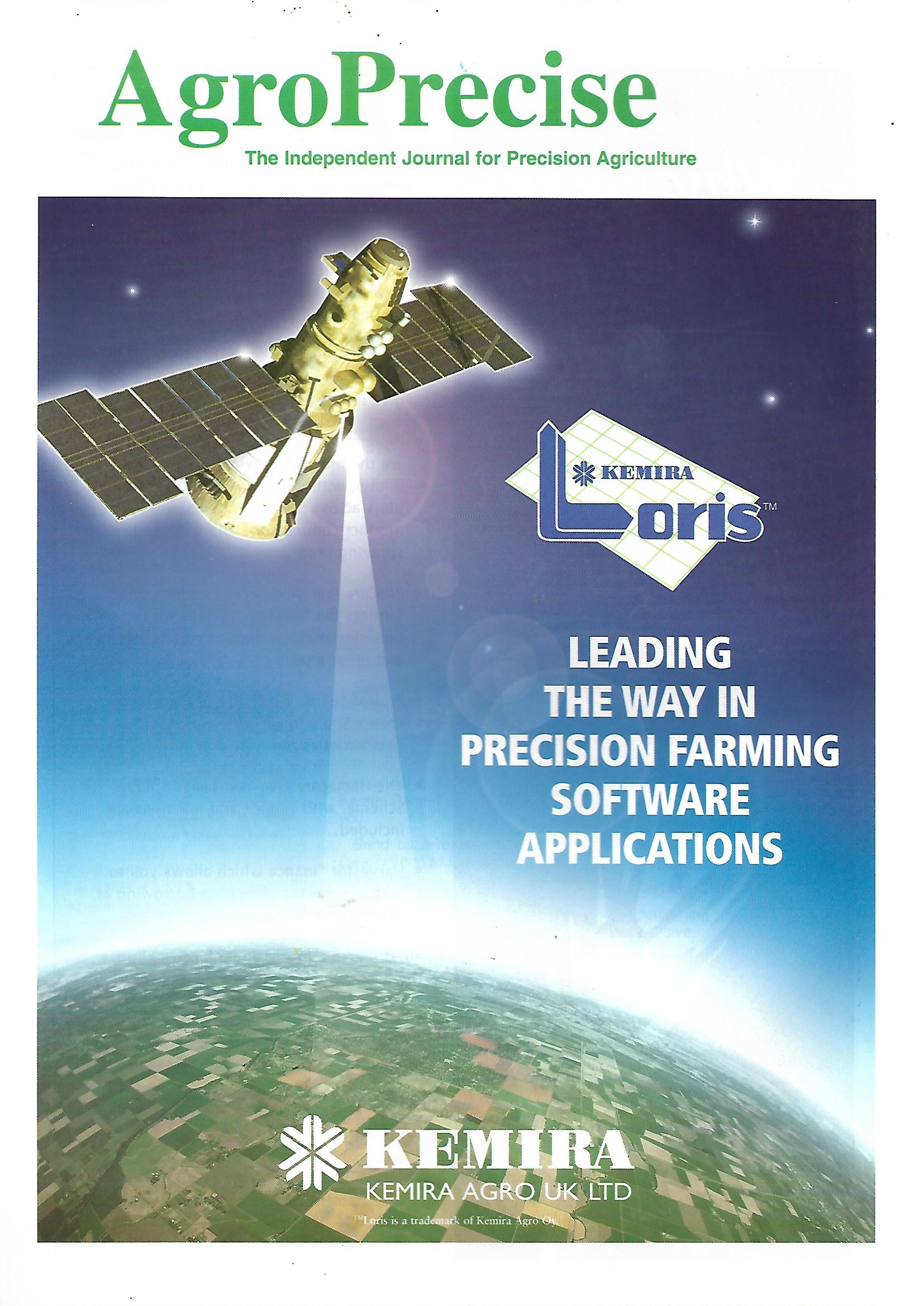
Titelseite der Erstausgabe der ersten internationalen Zeitschrift für „Precision Farming“ erschienen 1998

Die Positionen der Bearbeitungsmaschinen werden auf den Flurstücken erfasst und die Maschinen wiederum erfassen und dokumentieren die Kennwerte (zum Beispiel Ertrag) schon während der Bearbeitung. Diese Daten werden dann ausgewertet und die anschließende Bodenbewirtschaftung, zum Beispiel die Düngung, kann darauf abgestimmt werden. Diese Bewirtschaftung wird teilflächenspezifisch genannt, da innerhalb eines großen Feldes (Schlag) die Auswirkungen unterschiedlicher Böden berücksichtigt werden können.
Die kleinräumige Boden- und (Pflanzen-)Bestandsführung ermöglicht eine gezieltere Saat bzw. Düngung und kann damit zu Einsparungen bei Betriebsmitteln und einer ökologischen Entlastung durch geringeren Einsatz von Herbiziden und mineralischen Düngern führen bzw. zum kompletten Verzicht auf den Einsatz von Pestiziden.
Die Datenerfassung erlaubt auch die Verwendung von „digitalen Karten“ (geographischen Informationssystemen, GIS) zur Planung zukünftiger Bewirtschaftungsmaßnahmen und zum Nachweis bereits erfolgter Bewirtschaftungsmaßnahmen gegenüber staatlichen Stellen im Rahmen von Förderungsmaßnahmen.
Sie ist verflochten mit der Agriculture 4.0, wo Roboter (wie beispielsweise das Opensource-Projekt FarmBot) und Drohnen Traktoren ersetzen und der Bodenverdichtung entgegenwirken.
Die Maschinen und Geräte für das Precision Farming verwenden zur Positionsbestimmung innerhalb eines Feldes dabei in der Regel Navigationssysteme (sensorgesteuert) und GPS-Empfänger sowie spezielle Ausrüstungen für eine teilflächenspezifische Ausbringung von Betriebsmitteln. Im Jahr 2010 arbeiteten rund acht Prozent der Betriebe mit Precision Farming. Heute setzen fast 50 % aller Landwirte im Vereinigten Königreich eine oder mehrere Techniken der Präzisionslandwirtschaft in ihren Betrieben ein.
Erste Schritte sind die Ermittlung von Bodeneigenschaften und Nährstoffgehalte der einzelnen Teilflächen durch Bonitur und Bodenproben. Von Vorteil sind markenunabhängige Kommunikationssysteme wie der ISOBUS.
In Deutschland bietet die Technische Hochschule Ostwestfalen-Lippe (TH OWL) den Studiengang Precision Farming an. Das Studium wird mit einem Bachelor of Science abgeschlossen.

## Belege
1. ↑  Lamp, J. und Schnug, E.: Rechnergestützte Düngung mit Hilfe digitaler Hofbodenkarten. Schriftenreihe Agrarwiss. Fak. Kiel (Ed. Parey) 69, 61 - 70, 1987
2. ↑  Schnug, E., Haneklaus, S. and Lamp, J.: Economic and ecological optimization of farmchemical application by "Computer Aided Farming" (CAF). Proceedings International Conference on Agricultural Engineering Berlin pp. 163-164, 1990]
3. 1 2  [Silvia Haneklaus, Holger Lilienthal, Ewald Schnug (2016): 25 years Precision Agriculture in Germany – a retrospective. In: Proceedings of the 13th International Conference on Precision Agriculture : 31. Juli – 3. August 2016, St. Louis, Missouri, USA.
4. ↑  Versuchsstation Birkenmoor Präsentation Computer-Aided Farming (CAF), auf youtube.com
5. ↑  Ewald Schnug: Lokales Ressourcen-Management landwirtschaftlicher Böden (PDF; 94 kB), Bundesforschungsanstalt für Landwirtschaft
6. ↑  FarmBot | Open-Source CNC Farming. Abgerufen am 26. Juni 2021 (englisch).
7. ↑  Marken, Firmen, Techniktrends profi 2009
8. ↑  Selbständige Helfer (Memento vom 19. Oktober 2012 im Internet Archive) (PDF; 1,7 MB), Neue Landwirtschaft, 06/2010
9. ↑  Die 5 wichtigsten Vorteile einer Präzisionslandwirtschaft
10. ↑  Precision Farming